# Amnistía de 1953

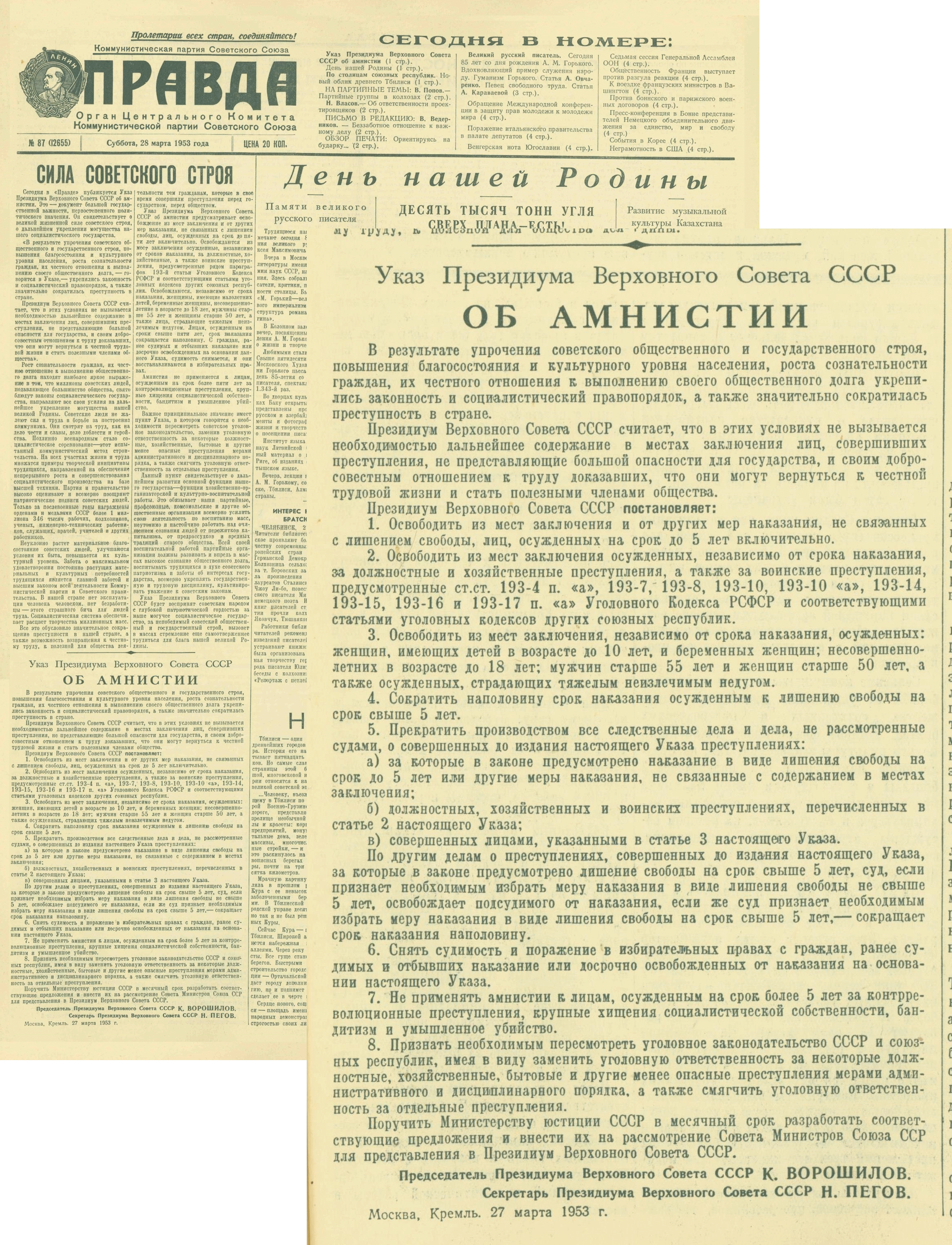
Decreto sobre la amnistía en el periódico Pravda del 28 de marzo de 1953

La Amnistía de 1953 (en ruso: Амнистия 1953 года) fue la mayor amnistía en la historia de la Unión Soviética (y en la historia de Rusia) en términos del número de personas liberadas. Fue declarada por el Decreto del Soviet Supremo de la Unión Soviética del 27 de marzo de 1953 sobre la Amnistía.  
Dado que fue firmado por Kliment Voroshilov, inicialmente se conoció como la amnistía de Voroshilov. Más tarde fue conocida como la amnistía de Beria, nombre debido a que se inició con el proyecto de ley de Lavrenti Beria del 26 de marzo de 1953.  Con esta amnistía, aproximadamente unas 1,2 millones  y 1,35 millones de personas fueron liberadas.

## La Amnistía
La amnistía se aplicó a:
- Todas las personas con pena de prisión de hasta 5 años
- todas las personas condenadas por delitos económicos y de malversación de fondos, así como por algunos delitos militares menores
- todas las mujeres con hijos de hasta 10 años, todas las mujeres embarazadas, todos los niños de hasta 18 años
- todos los hombres mayores de 55 años y mujeres mayores de 50 años
- todas las personas con enfermedades graves e incurables

Sin embargo, esta no se aplicó a las personas con penas superiores a cinco años condenadas por delitos contrarrevolucionarios, robo importante de propiedad socialista, bandidaje y asesinato. Otros actos de la amnistía incluyeron la reducción de las penas de prisión, la desestimación de los procesos penales inconclusos que se ajustan a los criterios antes mencionados, entre otros. 
La amnistía fue seguida de un aumento considerable de actividades criminales,  por lo que fue revocada parcialmente y muchos criminales amnistiados fueron encarcelados nuevamente. 